# État catalan (parti politique)
Pour l'État, voir République catalane.
État catalan (en catalan, Estat Català) est un parti politique catalan indépendantiste.

## Histoire
Le parti est fondé le 18 juillet 1922 par Francesc Macià. En mars 1931, il fusionne avec le Parti républicain catalan de Lluís Companys pour former la Gauche républicaine de Catalogne (ERC), tout en conservant son autonomie. La minorité communiste du parti, refusant de se fondre dans ERC, forme Estat Català-Partit Proletari puis le Parti catalan prolétaire.
Depuis la transition démocratique espagnole, les modestes résultats électoraux de EC ne lui ont permis d'obtenir de représentation qu'à l'échelle municipale. En raison d'une scission survenue en 2000, son sigle est depuis lors disputé entre deux factions rivales, qui n'ont participé à aucun scrutin depuis 2004.

## Personnalités liées au mouvement
- Carme Ballester (1900-1972), militante du parti politique et épouse de Lluís Companys;
- Carme Claramunt (1897-1939), femme politique catalane fusillée par les nationalistes à l'âge de 41 ans au camp de la Bota, à Barcelone[1].